# JUST COMMUNICATION
「JUST COMMUNICATION」（ジャスト・コミュニケーション）は、TWO-MIXの楽曲。同グループ1枚目のシングルとして1995年4月29日にキングレコードから発売された。

## 概要
表題曲は、テレビ朝日系アニメ『新機動戦記ガンダムW』の前期オープニングテーマに起用された。
作詞・作曲のクレジットがTWO-MIX名義のため表記はないが、3枚目のシングル「T・R・Y -RETURN TO YOURSELF-」同様、馬飼野康二が作曲した作品である。

## 制作
『ガンダムW』の主題歌に起用された経緯は、1994年の冬にTWO-MIXの前身であるES CONNEXIONが活動を終了し、ES CONNEXIONの楽曲も含めたデモ楽曲を永野椎菜と高山みなみの2人で年末に作成したところ、それを聴いた馬飼野康二が「一緒にデモ楽曲を作ろう」と声を掛け、デモ楽曲を追加して3人でスタジオワークを始め、数多くのデモ楽曲の中から『ガンダムW』のスタッフが「JUST COMMUNICATION」を主題歌に決定して直接オファーが来たという。その後、楽曲が完成するまで約2ヵ月かかったという。

## ジャケットデザイン
デビュー当時は、所属していた「イズムアーティスト」の方針で「ヴァーチャルアーティスト」という触れ込みで売り出ていたため、CDジャケットやライナーノーツには本人達の写真は加工されていたり、判別しにくいサイズで掲載されているが、本作ではジャケットの裏面に高山みなみと永野椎菜の顔写真がはっきりと写されており、TWO-MIXのロゴの下面に『MINAMI TAKAYAMA & SHIINA NAGANO』と記載されている。これは、ジャケット撮影の後に行われた記念写真のスナップが間違って使われたもの。永野はデザイン会社へ抗議したものの、当時デザイン会社内で人間関係のトラブルがあり、永野もとばっちりで嫌がらせを受けたため、毎回意味不明の写真が使われた。この状態が3rdシングルの「T・R・Y -RETURN TO YOURSELF-」まで続いたという。本作以降のシングルで、本人らの顔写真がはっきり写されている作品は11枚目のシングル「BEAT OF DESTINY」からである。

## チャート成績
オリコンチャートの最高位は23位だが、『ガンダムW』のヒットにより累積売上26.4万枚の売り上げを記録した。オリコンチャートに20位以内に入らなかったのは、リピート注文枚数を毎回2万5000枚と決められていたためである。

## 記録
2019年3月1日に、ソニー・ミュージックエンタテインメントのアニメソング人気投票キャンペーン「平成アニソン大賞」において声優ソング賞（1989年 - 1999年）に選出された。

## 収録曲
| 全作詞: 永野椎菜、全編曲: TWO-MIX。 |                                          |                     |            |      |
| #                                   | タイトル                                 | 作詞                | 作曲       | 時間 |
| 1.                                  | 「JUST COMMUNICATION」                   | 永野椎菜 [ 注釈 1 ] | 馬飼野康二 | 4:18 |
| 2.                                  | 「SECOND IMPRESSION」                    | 永野椎菜 [ 注釈 1 ] | 高山みなみ | 4:51 |
| 3.                                  | 「JUST COMMUNICATION」(Original Karaoke) | 永野椎菜 [ 注釈 1 ] |            |      |
| 4.                                  | 「SECOND IMPRESSION」(Original Karaoke)  | 永野椎菜 [ 注釈 1 ] |            |      |

## リリース履歴
| No. | 日付          | レーベル                              | 規格  | 規格品番 | 最高順位 | 備考 |
| --- | ------------- | ------------------------------------- | ----- | -------- | -------- | ---- |
| 1   | 1995年4月29日 | キングレコード / KMW スターチャイルド | 8cmCD | KIDA-99  | 23位     |      |

## 収録作品
| 曲名               | バージョン           | 収録アルバム                                | 発売日         | 備考                           |
| ------------------ | -------------------- | ------------------------------------------- | -------------- | ------------------------------ |
| JUST COMMUNICATION | Original             | 『BPM 132』                                 | 1995年4月29日  |                                |
| JUST COMMUNICATION | Original             | 『BPM "BEST FILES"』                        | 1997年3月13日  |                                |
| JUST COMMUNICATION | Original             | 『SUPER BEST FILES 1995〜1998』             | 1998年12月21日 |                                |
| JUST COMMUNICATION | Original             | 『20010101』                                | 2001年1月1日   |                                |
| JUST COMMUNICATION | Original             | 『TWO-MIX COLLECTION BOX 〜Categorhythm〜』 | 2002年11月20日 |                                |
| JUST COMMUNICATION | Original             | 『TWO-MIX パーフェクト・ベスト』            | 2011年6月8日   |                                |
| JUST COMMUNICATION | Original             | 『TWO-MIX 25th Anniversary ALL TIME BEST』  | 2021年2月10日  |                                |
| JUST COMMUNICATION | Second Variation '96 | 『TWO→(RE)MIX』                             | 1996年3月23日  | 同アレンジのInstrumentalを含む |
| JUST COMMUNICATION | Second Variation '96 | 『20010101』                                | 2001年1月1日   |                                |
| JUST COMMUNICATION | Melody Box Edit      | 『TWO→(RE)MIX』                             | 1996年3月23日  |                                |
| JUST COMMUNICATION | Groove That Soul Mix | 『BPM "DANCE∞"』                            | 1997年3月26日  | Remix: DJ TURBO (GTS)          |
| JUST COMMUNICATION | Groove That Soul Mix | 『20010101』                                | 2001年1月1日   | Remix: DJ TURBO (GTS)          |
| JUST COMMUNICATION | International        | 『BPM CUBE』                                | 2000年8月9日   | English ver.                   |
| JUST COMMUNICATION | International        | 『TWO-MIX COLLECTION BOX 〜Categorhythm〜』 | 2002年11月20日 | English ver.                   |
| JUST COMMUNICATION | Domestic             | 『BPM CUBE』                                | 2000年8月9日   | Japanese ver.                  |
| SECOND IMPRESSION  | Original             | 『BPM 132』                                 | 1995年4月29日  |                                |

## カバー
| 曲名                               | アーティスト | 収録アルバム                                                         | 発売日         | 備考                                               |
| ---------------------------------- | ------------ | -------------------------------------------------------------------- | -------------- | -------------------------------------------------- |
| JUST COMMUNICATION                 | Sachi&Nao    | 『スーパーロボット大戦F完結編 ヴォーカル&アレンジコレクション GOLD』 | 1998年6月17日  |                                                    |
| JUST COMMUNICATION                 | 石田燿子     | 『パラパラMAX～THE POWER OF NEW ANIMATION SONGS～』                  | 2000年09月22日 | カバーアルバム                                     |
| JUST COMMUNICATION                 | 小林沙苗     | 『BPM151Tactix』                                                     | 2008年7月7日   |                                                    |
| JUST COMMUNICATION                 | 栗林みな実   | 『ガンダムトリビュート from Lantis』                                 | 2009年12月9日  | トリビュートアルバム                               |
| JUST COMMUNICATION                 | 日笠陽子     | 『Glamorous Live』                                                   | 2014年4月16日  | ライブBlu-ray & DVD                                |
| JUST COMMUNICATION                 | 玉置成実     | 『NT GUNDAM COVER』                                                  | 2014年6月25日  | カバーアルバム                                     |
| JUST COMMUNICATION                 | 佐咲紗花     | 『SAYAKAVER.』                                                       | 2015年3月25日  | カバーアルバム                                     |
| JUST COMMUNICATION                 | Peaky P-key  | 『D4DJ Groovy Mix カバートラックス vol.1』                           | 2021年1月20日  | カバーアルバム                                     |
| JUST COMMUNICATION                 | angela       | 『TWO-MIX Tribute Album "Crysta-Rhythm"』                            | 2022年7月27日  | TWO-MIXのトリビュート・アルバム                    |
| JUST COMMUNICATION                 | 椎名へきる   | 『HARMONY STAR』                                                     | 2024年5月8日   | セルフカバーアルバム。ボーナス・トラックとして収録 |
| JUST COMMUNICATION / with 猪野秀史 | 森口博子     | 『GUNDAM SONG COVERS』                                               | 2019年8月7日   | カバーアルバム                                     |

### ユニットメンバー
1. ↑  山手響子（愛美）、犬寄しのぶ（高木美佑）、笹子・ジェニファー・由香（小泉萌香）、清水絵空（倉知玲鳳）